# Boldklubben 1903
 For alternative betydninger, se Boldklubben 1903 (flertydig). (Se også artikler, som begynder med Boldklubben 1903)
Boldklubben 1903 (eller B 1903) er en dansk fodboldklub fra den københavnske forstad, Gentofte. Klubben blev oprettet i 1903.
Boldklubbens baner ligger på deres eget træningsanlæg (B 1903's anlæg) tæt på Dyssegård Station, Dyssegårdskirken, Kildegård Privatskole, Rygaards Skole og Dyssegårdsskolen. Klubben har vundet syv danmarksmesterskaber, ti andenpladser og syv tredjepladser. Endvidere har klubben vundet to DBU-landspokalsfinaler og syv pokalfinaler i KBU-regi. Af historiske flotte resultater kan nævnes 6-2 sejren i sæsonen 1991/92 over Bayern München.
I 1992 blev F.C. København dannet, da B 1903 og KB etablerede et fælles elitehold. Dermed skabte hovedstaden et storhold, der til og med 2025 har vundet Danmarksmesterskabet 16 gange og skabt store resultater i både Champions League og Europa League.

## Historie
Klubben blev stiftet i 2. juni 1903 på Østerbro i København, og spillede til at begynde med på Øster Fælled og siden i Idrætsparken for i 1976 at flytte alle hjemmekampe til Gentofte Stadion.
B 1903 hørte i 1920erne og 1930erne til blandt de bedste hold i Danmark og vandt landsfodboldturneringen tre gange, og i 1938 Danmarksturneringen. Fra Danmarksturneringen blev indført i 1927 til B 1903 fusionerede med KB i 1992, spillede B 1903 i den bedste række i 62 ud af 65 sæsoner.
Fra 1969 til 1979 var klubben igen blandt de dominerende i dansk fodbold med tre mesterskaber og en pokaltitel. I 1968 vandt B 1903 2. division med Erik Dennung som træner, men hyrede til den følgende sæson den blot 26-årige Bosse Håkansson som træner. Svenskeren indførte helt nye koncepter med hård konditionstræning, og B 1903 vandt overraskende det danske mesterskab i 1969. Sæsonen efter vandt B 1903 igen mesterskabet. Denne gang efter en nervepirrende afslutning. Før sidste runde lå Hvidovre på førstepladsen, men Hvidovre tabte 1-3 på udebane til Vejle. Så da B 1903 slog AaB med 3-2 var guldet hjemme takket være en målkvotient, der var et mål bedre end AB, som sluttede med samme pointantal som B 1903.
B 1903s sidste mesterskab i 1976 blev også vundet på sidste spilledag. Frem førte ellers 1. division på bedre målscore, men fik i den sidste kamp kun 0-0 i Næstved, så B 1903 kunne tage guldmedaljerne via en 2-0 sejr over Vejle. Året efter blev B 1903 nr. to i 1. division.
1979 sikrede klubben sig sin første pokaltriumf med en 1-0 sejr i finalen over Køge BK. I 1982 nåede B 1903 igen pokalfinalen og blev nummer tre i 1. division, men året efter rykkede klubben ned. B 1903 vendte dog hurtigt tilbage ved at vinde 2. division i 1984, og i 1986 vandt B 1903 for anden gang pokalturneringen.
Selvom B 1903 ofte var i store økonomiske vanskeligheder, blev underskuddene fra 1978 og frem altid dækket af en af klubbens spillere fra mesterholdet i 1938, advokaten og erhvervsmanden Alex Friedmann. Fra slutningen af 1980erne sørgede Friedmann for at finansiere indkøbene af stærke navne som Michael Manniche, Pierre Larsen, Torben Piechnik og Carsten V. Jensen, mens spillere som Per Frandsen og Lars Højer Nielsen kom op fra ungdomsrækkerne.
Med Benny Johansen som træner blev B 1903 i 1990 nummer to i 1. division og kvalificerede sig til UEFA Cup 1991-92. Her slog B 1903 bl.a. Bayern München ud efter en imponerende sejr på 6-2. Holdet spillede sig helt frem til kvartfinalerne, hvor det blev til nederlag mod Torino.
Samme sæson var B 1903 med helt fremme i toppen af Superligaen, men de sidste tre kampe før fusionen med KB i 1992 blev ikke glædelige. 28. maj 1992 tabte B 1903 med 0-3 i pokalfinalen til AGF på Aarhus Stadion. Tre dage senere mistede holdet førstepladsen i Superligaen efter et nyt nederlag til AGF, og i sidste runde tog Lyngby BK definitivt mesterskabet, da B 1903 tabte hjemme mod netop Lyngby med 1-0.

## Landsholdsspillere igennem tiden
I gennem tiderne har 44 B 1903'ere spillet på det danske landshold. Flest kampe opnåede Bent Hansen, som fra 1958 til 1965 spillede 59 landskampe på midtbanen, hvilket den gang var landsholdsrekord. Ernst Nilsson spillede fra 1920 til 1937 på landsholdet 17 år i træk. Allan Michaelsen, der blev kåret som Årets Fodboldspiller i Danmark i 1969, spillede otte landskampe og scorede et mål i perioden 1969 til 1972. Torben Nielsen spillede 1969 til 1972 27 landskampe inden han flyttede til Mainz 05 1972-1974 og FK Pirmasens 1974-1976 i Bundesliga.

## Titler
Danmarksmesterskabet
- Vinder (7): 1920, 1924, 1926, 1938, 1969, 1970, 1976
- Sølv (6): 1933, 1934, 1972, 1977, 1990, 1992
- Bronze (7): 1930, 1941, 1963, 1965, 1974, 1979, 1982

Pokalturneringen
- Vinder (2): 1979 & 1986
- Finalist: 1982 og 1992

Carlsberg Cup
- Vinder (2): 1980 & 1986

Københavnsk pokalmester
- Vinder (3): 1917, 1919-1920

Fair Play-prisen
- Vinder: 1988

## Tidligere trænere
- 1960-62  Ivan Jessen
- 1963-64  Simon Mathiesen
- 1965-68  Erik Dennung
- 1969-70  Bo Håkansson
- 1971  Carl Holm
- 1972-74  Vince McNeice
- 1975  Jackie Cummings
- 1976-79  Erik Dennung
- 1980-83  Niels-Christian Holmstrøm
- 1984-86  Jan Andersen
- 1987-88  Keld Kristensen
- 1989  Martti Kuusela
- 1990  Benny Johansen
- 1991  Jørgen Hvidemose
- 1991-92  Benny Johansen